# Campeonato Mundial de Remo de 1980
El X Campeonato Mundial de Remo se celebró en Malinas (Bélgica) entre el 14 y el 16 de agosto de 1980 bajo la organización de la Federación Internacional de Sociedades de Remo (FISA) y la Federación Belga de Remo.
Las competiciones se realizaron en el canal de regatas Hazewinkel, ubicado al noroeste de la ciudad flamenca. Sólo se compitió en las categorías no olímpicas.

## Medallistas

### Masculino
| Evento                         | Oro | Plata | Bronce |
| ------------------------------ | --- | --- | --- |
| Scull individual ligero LM1X   | Christian Wahrlich RFA | William Belden Estados Unidos | José Antonio Montosa España |
| Doble scull ligero LM2X        | Francesco Esposito · Ruggero Verroca · Italia · | Scott Roop Lawrence Klecatsky Estados Unidos | Kurt Steiner · Reto Wyss · Suiza · |
| Cuatro sin timonel ligero LM4- | Graham Gardiner Charles Bartlett Clyde Hefer Simon Gillett Australia                                                                                | Mogens Rasmussen Juul Søren Christensen Jan Christensen Kim Hagsted Dinamarca                                                                                         | Antony Richardson Andrew Cusack Duncan Innes Colin Cusack Reino Unido |
| Ocho con timonel ligero LM8+   | Colin Barratt David Hosking Robert Downie Nicholas Howe Peter Zeun Clive Roberts Nigel Read Stephen Simpole Simon Jefferies (t) Reino Unido 5:42,76 | Bernard Gronchi Thierry Farelle Bertrand Razat Serge Grenier Jean-François Razat Gerard Avril Maxime Mantovani Laurent Fritsch Bertrand Le Cossec (t) Francia 5:45,62 | Félix Alonso Muñoz Juan Carlos Sáez Bernardos José Martí Miranda Francisco Goicoechea Luis Arteaga León José Rojí Ángel Sáez Bernardos Fernando Climent Javier Sabrià (t) España 5:45,87 |

## Medallero
| Núm. | País           | Oro | Plata | Bronce | Total |
| ---- | -------------- | --- | ----- | ------ | ----- |
| 1    | Reino Unido    | 1   | 0     | 1      | 2     |
| 2    | RFA            | 1   | 0     | 0      | 1     |
| 2    | Australia      | 1   | 0     | 0      | 1     |
| 2    | Italia         | 1   | 0     | 0      | 1     |
| 5    | Estados Unidos | 0   | 2     | 0      | 2     |
| 6    | Dinamarca      | 0   | 1     | 0      | 1     |
| 6    | Francia        | 0   | 1     | 0      | 1     |
| 8    | España         | 0   | 0     | 2      | 2     |
| 9    | Suiza          | 0   | 0     | 1      | 1     |
|      | TOTAL          | 4   | 4     | 4      | 12    |